# Maigret (pel·lícula)
Maigret'' és una pel·lícula de drama policial franco-belga del 2022 dirigida per Patrice Leconte. És una adaptació de la novel·la Maigret et la jeune morte de Georges Simenon, publicada el 1954 i protagonitzada pel detectiu de policia Jules Maigret. La novel·la va ser prèviament adaptada com a pel·lícula de televisió el 1973 amb Jean Richard en el paper de Maigret. Ha estat subtitulada al català.

## Cast
- Gérard Depardieu com a Jules Maigret
- Jade Labeste com a Betty
- Mélanie Bernier com a Jeanine Arménieu
- Aurore Clément com a Clermont-Valois
- Clara Antoons com a Louise Louvière
- Pierre Moure com a Laurent Clermont-Valois
- Bertrand Poncet com a Lapointe
- Élizabeth Bourgine com as Irène
- Anne Loiret com a Maigret
- Hervé Pierre com a Doctor Paul
- André Wilms com a Kaplan
- Philippe du Janerand com a the judge
- Jean-Paul Comart com a Albert Janvier
- Pascal Elso com a Clermont-Valois's lawyer
- Norbert Ferrer com a bar owner
- Moana Ferré com a Maggy Rouff salon woman
- John Sehil com a cemetery employee

## Producció

### Desenvolupament
El projecte va ser anunciat per primera vegada pel director i guionista Patrice Leconte el març de 2019, sota el títol Maigret et la jeune morte, una adaptació de la novel·la homònima de Georges Simenon. El novembre de 2020, Leconte va revelar que volia fer una pel·lícula "diferent de les altres" amb el comissari fictici de Simenon Jules Maigret. Leconte va afegir: "No hi ha hagut un Maigret als cinemes des de 1958, amb Jean Gabin".
El setembre de 2021, un cartell va revelar que el títol era simplement Maigret. Patrice Leconte va explicar: "La pel·lícula només es diu Maigret […]. Com si diguéssim aquí, el nostre Maigret és només això, és Depardieu".

### Rodatge
El rodatge estava previst inicialment per començar a finals del 2019. La pel·lícula es va enrederir a causa de la pandèmia de COVID-19 i els confinaments implantats a França. El novembre de 2020, es va anunciar que el rodatge començaria al febrer de 2021. El qual va començar el 8 de febrer de 2021. Es va dur a terme a la regió d'Illa-de-France, fins al 19 de març de 2021.